# Ephies gahani
Ephies gahani là một loài bọ cánh cứng trong họ Cerambycidae.